# 殉爆度
殉爆度，代表炸藥對震波的敏感度，亦即炸藥受到其它炸藥爆炸影響而起爆（殉爆）的難易程度。
標準的殉爆度測試方法，是取兩段相同的炸藥，分開一個距離，引爆其中一段，看另一段是否殉爆，以連續三次均發生殉爆的最大距離，除以試驗炸藥柱的直徑，作為該炸藥的殉爆度。舉例言之，若一個炸藥的殉爆度為3，即表示該炸藥爆炸時有可能引起它三個直徑距離外另一個同種類的炸藥爆炸。